# 王宗绾
王宗绾（?—?），中国五代十国前蜀将领，前蜀高祖王建养子。本名李绾，后改姓王，名宗绾。
乾宁元年，他和王钊（王宗谨）一起被王建收为义子，官至知蜀州。他为人宽厚谨慎。王建便令许存驻守蜀州，暗中让王宗绾监视许存。王宗绾秘密向王建说，许存忠诚勇敢谦恭谨慎，具有贤良将领的才能，王建于是放弃了先前的成见，把许存的姓名改为王宗播认做养子。王建破东川，命王宗绾分兵取昌州（今重庆市大足区）、普州（今四川省安岳县），领武定军节度使。天祐元年（904年）唐昭宗发丧，朝廷派遣哀使司马卿前往成都宣谕王建，到这时才进入蜀境。西川掌书记韦庄替王建谋划，派王宗绾告诉司马卿说：“蜀地将士，世受唐恩，去年听说皇上东迁洛阳，共上二十表，都没有回答有逃跑的兵卒从汴州前来，听说先帝已遭朱全忠弑逆。全蜀将士方日夜枕戈以待，想为先帝报仇。”前蜀建立后，永平元年（911年），王建与李茂贞相攻，充马步都指挥使，于西县（今甘肃省天水市西南）筑城，置安远军，捍蔽利州（今四川省广元市）。永平二年（912年），授马步军都指挥使，兼中书令。不久，加兼北路行营都制置使，辅佐朝政。光天元年（918年），王建病重，与王宗弼、王宗瑶一起辅佐太子王衍。王衍即位，依然担任中书令，封临洮王。